# Джеймс Мейсон Крафтс
Джеймс Мейсон Крафтс (англ. James Mason Crafts; 8 березня 1839, Бостон, Массачусетс — 20 червня 1917, Ріджфілд, Коннектикут) — американський хімік. Широко відомий завдяки відкриттю однойменної реакції алкілування та ацилювання ароматичних сполук спільно з Шарлем Фріделем в 1876 році (Реакція Фріделя — Крафтса). Він також досліджував органічні сполуки кремнію, працював в області термометрії і каталізу.

## Молоді роки, освіта
Джеймс Мейсон Крафтс народився в Бостоні 8 березня 1839 року. Його батько, Роял Алтемонт Крафтс, був широко відомим міським торговцем і виробником вовняних тканин. Його мати, Меріен Мейсон Крафтс, була дочкою знаменитого юриста і політичного діяча, Джеремайя Мейсона.
З самого юнацтва Джеймс Крафтс виявляв інтерес до науки. Він вступив до Наукової школи Лоренса при Гарвардському університеті, де вивчав хімію, і закінчив її 1858 року. Протягом декількох місяців наступного року він продовжував свої заняття з професором Хорсфордом. Наступні кілька років він провів за кордоном, навчаючись у Фрайбурзі, Гейдельберзі і Парижі. В Гейдельберзькому університеті Джеймс Крафтс працював під керівництвом Бунзена як асистент. У Парижі він навчався під керівництвом Вюрца і опублікував ряд наукових статей, як самостійно, так і спільно з Шарлем Фріделем. Фрідель і Крафтс стали близькими друзями і колегами в багатьох наукових дослідженнях в наступні роки.

## Кар'єра
Після повернення в Америку в 1866-1867 роках Джеймс Крафтс деякий час працював за фахом у гірському нагляді. 1868 року він став професором хімії Корнелльского університету і залишався на цій посаді до 1871 року.
1872 року Джеймс Крафтс зайняв професорську посаду в Массачусетському технологічному інституті.
1874 року через ослаблене здоров'я йому довелося на кілька років переїхати до Парижу. Він залишався членом факультету в Массачусетському технологічному інституті до 1880 року, проте, коли стало очевидно, що його перебування за кордоном затягнеться на невизначений термін, він вийшов у відставку.
У Франції професор Крафтс був зайнятий дослідницькою роботою, в основному в Гірничій школі Парижа, досить щільно працюючи спільно з Ш.Фріделем. Так, лекція, присвячена пам'яті Фріделя (The Friedel Memorial Lecture) , яку прочитав Крафтс перед Лондонським Хімічним суспільством 1900 року, підбиває підсумки роботи Фріделя і містить короткий нарис про історію його життя.
В 1891-1897 роках, повернувшись до Америки, він продовжував викладати в Массачусетському технологічному інституті. 1892 року він став професором органічної хімії. З 1898 року протягом двох років виконував обов'язки ректора Массачусетського технологічного інституту. За час перебування його на цій посаді були зроблені важливі удосконалення обладнання для навчання та дослідження в багатьох напрямках.
Після того, як Крафтс залишив посаду ректора, він продовжував наукову роботу, для цього йому була виділена окрема лабораторія.